# Iztok Puc
Iztok Puc, (Slovenj Gradec, 14. rujna 1966. – San Diego, 20. listopada 2011.), slovenski i hrvatski rukometni reprezentativac.
Olimpijski je pobjednik iz Atlante 1996. i brončani s Olimpijskih igara u Seulu 1988., svjetski doprvak sa Svjetskog prvenstva na Islandu 1995. te zlatni s Mediteranskih igara 1993. u Languedoc-Roussillonu.
Kao član reprezentacije 1996. godine dobitnik je Državne nagrade za šport "Franjo Bučar".
Ispred zagrebačke športske dvorane Kutije šibica zagrebački gradonačelnik Milan Bandić, predstavnici Slovenskog doma u Zagrebu i rukometnih klubova Celje Pivovarna Laško i Borac Banja Luka otkrili su spomen-ploču s njegovim likom 22. studenog 2016.